# قواعد دیفرانسیل‌گیری
در حساب دیفرانسیل برای گرفتن مشتق از یک تابع باید از یک سری قواعد پیروی کنیم. این قواعد به صورت‌های زیر طبقه‌بندی و خلاصه می‌شود.
باید دقت شود که هر قاعده نتیجه‌ای است بدیهی و قابل اثبات که از طریق رابطهٔ اصلی مشتق‌گیری اثبات و بیان می‌شود، و از هر تابع دلخواه می‌توان توسط آن رابطه به‌طور مستقیم مشتق گرفت. این قواعد تنها برای سهولت و سرعت بیشتر در عمل مشتق‌گیری می‌باشند.

## قواعد اولیهٔ مشتق‌گیری
برای هر تابع دلخواه f و g و هر عدد حقیقی a داریم:
- قاعدهٔ ضرب ثابت

{\displaystyle (af)'=af'\,}
- قاعده جمع و تفریق

{\displaystyle (f+g)'=f'+g'\,}
{\displaystyle (f-g)'=f'-g'.\,}

### قاعده ضرب
اگر برای هر دو تابع دلخواه f و g تعریف شود h(x) = f(x) g(x)، برای مشتق تابع h قاعدهٔ زیر، که به قاعده ضرب مشهور است، تعریف می‌شود:
{\displaystyle h'(x)=f'(x)g(x)+f(x)g'(x).\,}

### قاعده زنجیری
مشتق تابع h که برای هر f و g دلخواهی به صورت h(x) = f(g(x)) تعریف می‌شود، به شکل زیر است:
{\displaystyle h'(x)=f'(g(x))g'(x).\,}
این قاعده مشهور به قاعده زنجیری یا قاعده مرکب است.

### مشتق توابع وارون
اگر تابع g به صورت تابع وارون تابع f تعریف شود، قاعدهٔ زیر درست است:
{\displaystyle g'={\frac {1}{f'\circ g}}.}

### قاعده توان
این قاعده برای هر n غیر صحیح نیز تعمیم می‌یابد. به صورتی که برای هر n عضو اعداد حقیقی این قاعده پابرجاست.

### قاعده خارج قسمت
اگر تابع h به صورت خارج قسمت تقسیم دو تابع f و g برهم تعریف شود، برای مشتق آن داریم:
{\displaystyle \left({\frac {f}{g}}\right)'={\frac {f'g-g'f}{g^{2}}}\quad }
دقت شود که مقدار تابع g نباید مساوی ۰ شود.

## مشتق توابع نمایی و لگاریتمی
این قاعده برای توابع نمایی به صورت زیر برقرار است:
{\displaystyle {\frac {d}{dx}}\left(c^{ax}\right)={c^{ax}\ln c\cdot a},\qquad c>0}
دقت شود که c لزوماً نمی‌بایست که بزرگ‌تر از ۰ باشد. اما اگر مقدار c کمتر از ۰ باشد، مشتق این تابع یک عدد مختلط می‌شود.
مشتق‌های دیگر برای توابع مشهور توابع لگاریتمی و توابع نمایی به صورت زیر است:
{\displaystyle {\frac {d}{dx}}\left(e^{x}\right)=e^{x}}
{\displaystyle {\frac {d}{dx}}\left(\log _{c}x\right)={1 \over x\ln c},\qquad c>0,c\neq 1}
{\displaystyle {\frac {d}{dx}}\left(\ln x\right)={1 \over x},\qquad x>0}
{\displaystyle {\frac {d}{dx}}\left(\ln |x|\right)={1 \over x}}
{\displaystyle {\frac {d}{dx}}\left(x^{x}\right)=x^{x}(1+\ln x).}

## مشتق توابع مثلثاتی
تقریباً مشتق تمامی توابع مثلثاتی مشهور و پر کاربرد به شکل زیر است:
| {\displaystyle (\sin x)'=\cos x\,}                                            | {\displaystyle (\arcsin x)'={1 \over {\sqrt {1-x^{2}}}}\,}                      |
| {\displaystyle (\cos x)'=-\sin x\,}                                           | {\displaystyle (\arccos x)'=-{1 \over {\sqrt {1-x^{2}}}}\,}                     |
| {\displaystyle (\tan x)'=\sec ^{2}x={1 \over \cos ^{2}x}=1+\tan ^{2}x\,}      | {\displaystyle (\arctan x)'={1 \over 1+x^{2}}\,}                                |
| {\displaystyle (\sec x)'=\sec x\tan x\,}                                      | {\displaystyle (\operatorname {arcsec} x)'={1 \over \|x\|{\sqrt {x^{2}-1}}}\,}  |
| {\displaystyle (\csc x)'=-\csc x\cot x\,}                                     | {\displaystyle (\operatorname {arccsc} x)'=-{1 \over \|x\|{\sqrt {x^{2}-1}}}\,} |
| {\displaystyle (\cot x)'=-\csc ^{2}x={-1 \over \sin ^{2}x}=-(1+\cot ^{2}x)\,} | {\displaystyle (\operatorname {arccot} x)'=-{1 \over 1+x^{2}}\,}                |

## مشتق توابع هذلولوی
مشتق یکسری از توابع هذلولوی به صورت زیر می‌باشد:
| {\displaystyle (\sinh x)'=\cosh x={\frac {e^{x}+e^{-x}}{2}}}                                      | {\displaystyle (\operatorname {arsinh} \,x)'={1 \over {\sqrt {x^{2}+1}}}}       |
| {\displaystyle (\cosh x)'=\sinh x={\frac {e^{x}-e^{-x}}{2}}}                                      | {\displaystyle (\operatorname {arcosh} \,x)'={\frac {1}{\sqrt {x^{2}-1}}}}      |
| {\displaystyle (\tanh x)'={\operatorname {sech} ^{2}\,x}}                                         | {\displaystyle (\operatorname {artanh} \,x)'={1 \over 1-x^{2}}}                 |
| {\displaystyle (\operatorname {sech} \,x)'=-\tanh x\,\operatorname {sech} \,x}                    | {\displaystyle (\operatorname {arsech} \,x)'=-{1 \over x{\sqrt {1-x^{2}}}}}     |
| {\displaystyle (\operatorname {csch} \,x)'=-\,\operatorname {coth} \,x\,\operatorname {csch} \,x} | {\displaystyle (\operatorname {arcsch} \,x)'=-{1 \over \|x\|{\sqrt {1+x^{2}}}}} |
| {\displaystyle (\operatorname {coth} \,x)'=-\,\operatorname {csch} ^{2}\,x}                       | {\displaystyle (\operatorname {arcoth} \,x)'=-{1 \over 1-x^{2}}}                |